# Nokul
Nokul (o també Lokum en diverses regions) són unes coques dolçes, farcides de nous o avellanes i panses. Pertany a la cuina de la Regió de la Mar Negra central, especialment les províncies de Samsun, Sinop i d'Ordu (especialment el districte de Ünye). En la cuina turca, nokul s'elabora dins d'una safata i es talla en petites porcions u unitats (veure la imatge) abans de fornear.
La producció de nokul i "kaymaklı lokum" (nokul amb kaymak) en Bafra, un districte de Samsun famós amb els seus nokul i kaymaklı lokum, va ser fet una pel·lícula documental.
Nokul i lokum es van donar a conèixer en Ankara i en Istanbul.
Els productors de nokul a Bafra han fet una aplicació d'indicació geogràfica pel seu producte, com "Bafra Nokulu" (Nokul de Bafra).